# Ла-Грейндж (Вайомінг)
Ла-Грейндж (англ. La Grange) — місто (англ. town) в США, в окрузі Гошен штату Вайомінг. Населення — 372 особи (2020).

## Географія
Ла-Грейндж розташована за координатами 41°38′18″ пн. ш. 104°9′47″ зх. д. / 41.63833° пн. ш. 104.16306° зх. д. (41.638450, -104.163004).  За даними Бюро перепису населення США в 2010 році місто мало площу 1,05 км², уся площа — суходіл.

## Демографія
Згідно з переписом 2010 року, у місті мешкало 448 осіб у 115 домогосподарствах у складі 84 родин. Густота населення становила 425 осіб/км².  Було 135 помешкань (128/км²).
Расовий склад населення:
| - 94,4 % — білих - 0,9 % — корінних американців - 0,9 % — чорних або афроамериканців - 0,2 % — азіатів - 2,9 % — осіб інших рас |

До двох чи більше рас належало 0,7 %. Частка іспаномовних становила 7,1 % від усіх жителів.
За віковим діапазоном населення розподілялося таким чином: 17,2 % — особи молодші 18 років, 72,3 % — особи у віці 18—64 років, 10,5 % — особи у віці 65 років та старші. Медіана віку мешканця становила 22,1 року. На 100 осіб жіночої статі у місті припадало 110,3 чоловіків;  на 100 жінок у віці від 18 років та старших — 106,1 чоловіків також старших 18 років.
Середній дохід на одне домашнє господарство  становив 37 131 долар США (медіана — 25 156), а середній дохід на одну сім'ю — 41 420 доларів (медіана — 26 731). Медіана доходів становила 26 250 доларів для чоловіків та 41 000 доларів для жінок. За межею бідності перебувало 31,7 % осіб, у тому числі 54,4 % дітей у віці до 18 років та 17,1 % осіб у віці 65 років та старших.
Цивільне працевлаштоване населення становило 167 осіб. Основні галузі зайнятості: освіта, охорона здоров'я та соціальна допомога — 33,5 %, сільське господарство, лісництво, риболовля — 21,6 %, роздрібна торгівля — 12,0 %, виробництво — 10,8 %.